# عینک (لوگر)
عینک یک منطقه مسکونی در افغانستان است که در ولایت لوگر و در ۳۰ کیلومتری جنوب شرقی شهر کابل واقع شده است. این ناحیه دارای یک کانسار بزرگ مس است.